# Fontenay-le-Tesson
 (novembre 2014).
Si vous disposez d'ouvrages ou d'articles de référence ou si vous connaissez des sites web de qualité traitant du thème abordé ici, merci de compléter l'article en donnant les références utiles à sa vérifiabilité et en les liant à la section « Notes et références ».
Fontenay-le-Tesson était une seigneurie et une paroisse du duché de Normandie.

## Histoire
Fondée en 1047 par Raoul Ier Tesson lors de la division de la paroisse de Fontenay, l'autre partie constituant la paroisse de Fontenay-le-Marmion. Son petit-fils Raoul III Tesson bâtit l'importante abbaye Saint-Étienne de Fontenay sur demande de Guillaume le Conquérant en 1070. La paroisse avait la particularité d'avoir deux églises sur son territoire :
- L'église Saint-Martin (détruite durant l'été 1944).
- L'église Saint-André.

Mais il faudra attendre entre le XIe siècle et le XIVe siècle pour que la paroisse soit de nouveau divisée pour former Saint-Martin-de-Fontenay et Saint-André-de-Fontenay.